# رون ريفيس
رون ريفيس (بالإنجليزية: Ron Reeves)‏ هو لاعب كرة قدم كندية أمريكي، ولد في 4 مارس 1960 في لوبوك في الولايات المتحدة.

## وصلات خارجية
- رون ريفيس على موقع JustSportsStats.com (الإنجليزية)
- رون ريفيس على موقع كلية كرة القدم في سبورتس رفرنس.كوم (الإنجليزية)